# Lütjeoog (Schiff)
Die Lütjeoog ist ein Tonnenleger der Bundesrepublik Deutschland.

## Geschichte
Das Schiff wurde 1979 unter der Baunummer 273 auf der Schiffswerft Gebr. Schlömer in Oldersum gebaut. Die Kiellegung fand am 25. Oktober 1978, der Stapellauf im April 1979 statt. Die Fertigstellung des Schiffes erfolgte im Mai 1979.
Das Schiff wird vom Wasserstraßen- und Schifffahrtsamt Ems-Nordsee überwiegend für Seezeichenarbeiten wie das Setzen von Fahrwasserpricken in den Wattfahrwassern im Wattengebiet der ostfriesischen Küste eingesetzt.
Namensgeber des Schiffes ist die ehemalige Insel Lütjeoog, die heute Teil der Insel Spiekeroog ist.

## Technische Daten und Ausstattung
Der Antrieb des Schiffes erfolgt durch zwei Zwölfzylinder-Viertakt-Dieselmotoren der Maschinenfabrik Augsburg-Nürnberg (Typ: D 2542 ME) mit einer Leistung von jeweils 210 kW. Die Motoren wirken über Getriebe auf zwei Festpropeller mit Beckerruder. Das Schiff erreicht eine Geschwindigkeit von 10 kn. Für die Stromerzeugung stehen zwei Wellengeneratoren mit einer Leistung von 4 kW sowie zwei Generatoren mit Scheinleistungen von 49 kVA bzw. 35 kVA zur Verfügung.
Das Schiff verfügt über ein offenes, rund 6 × 5 Meter großes Arbeitsdeck im Vorschiffsbereich. Hier befindet sich ein Deckskran mit einer Kapazität von 6 Tonnen bei 2 Metern Ausladung. Die maximale Ausladung des Kranes beträgt 13 Meter, die Hebekapazität dann noch 0,6 Tonnen.